# NGC 6993
NGC 6993 (również PGC 65671) – galaktyka spiralna (Sc), znajdująca się w gwiazdozbiorze Koziorożca. Odkrył ją Francis Leavenworth 8 lipca 1885 roku.